# Vote for Change
Vote for Change fue una gira musical de varios artistas realizada en los Estados Unidos en octubre de 2004. La gira, presentada por MoveOn.org en beneficio del grupo progresista America Coming Together, fue llevada a cabo en Estados pendulares con el propósito de animar a la gente a votar. Aunque la gira y la organización fueron oficialmente neutrales, gran parte de los músicos que participaron en la gira animaron a votar contra el entonces Presidente de los Estados Unidos George W. Bush y a favor de John Kerry, candidato demócrata en las elecciones presidenciales de Estados Unidos de 2004.
La gira, que generó la atención de los medio de comunicación, recaudó aproximadamente 10 millones de dólares destinados a America Coming Together. Sin embargo, y a pesar de la campaña, Bush fue reelegido como Presidente en noviembre de 2004. Además, en términos del intento de movilizar el voto en los lugares donde recaló la gira, ninguno de los Estados pendulares modificó su voto desde las primeras encuestas preelectorales: cuatro de los ocho votaron a favor de Kery (Pennsylvania, Michigan, Minnesota y Wisconsin) y otros cuatro a Bush (Missouri, Iowa, Florida y Ohio). Los resultados electorales más críticos fueron en Ohio, donde la gira organizó seis conciertos, ya que decidieron la elección a favor de Bush.

## Fechas
| 27 de septiembre de 2004 | Seattle          | Estados Unidos | McCaw Hall                                |
| 29 de septiembre de 2004 | Phoenix          | Estados Unidos | Cricket Pavilion                          |
| 1 de octubre de 2004     | Reading          | Estados Unidos | Sovereign Center                          |
| 1 de octubre de 2004     | Filadelfia       | Estados Unidos | Wachovia Center                           |
| 1 de octubre de 2004     | University Park  | Estados Unidos | Bryce Jordan Center                       |
| 1 de octubre de 2004     | Pittsburgh       | Estados Unidos | Heinz Hall for the Performing Arts        |
| 1 de octubre de 2004     | Wilkes-Barre     | Estados Unidos | F.M. Kirby Center for the Performing Arts |
| 2 de octubre de 2004     | Cincinnati       | Estados Unidos | Taft Theatre                              |
| 2 de octubre de 2004     | Toledo           | Estados Unidos | Toledo Sports Arena                       |
| 2 de octubre de 2004     | Cleveland        | Estados Unidos | Gund Arena                                |
| 2 de octubre de 2004     | Fairborn         | Estados Unidos | Nutter Center                             |
| 2 de octubre de 2004     | Cleveland        | Estados Unidos | State Theatre                             |
| 2 de octubre de 2004     | Columbus         | Estados Unidos | PromoWest Pavilion                        |
| 3 de octubre de 2004     | East Lansing     | Estados Unidos | Wharton Center for Performing Arts        |
| 3 de octubre de 2004     | Walker           | Estados Unidos | DeltaPlex Arena                           |
| 3 de octubre de 2004     | Detroit          | Estados Unidos | Cobo Arena                                |
| 3 de octubre de 2004     | Detroit          | Estados Unidos | Fox Theatre                               |
| 3 de octubre de 2004     | Auburn Hills     | Estados Unidos | The Palace of Auburn Hills                |
| 3 de octubre de 2004     | Kalamazoo        | Estados Unidos | Wings Stadium                             |
| 5 de octubre de 2004     | Kansas City      | Estados Unidos | Midland Theatre                           |
| 5 de octubre de 2004     | St. Louis        | Estados Unidos | Fox Theatre                               |
| 5 de octubre de 2004     | Saint Paul       | Estados Unidos | Xcel Energy Center                        |
| 5 de octubre de 2004     | Madison          | Estados Unidos | Kohl Center                               |
| 5 de octubre de 2004     | Iowa City        | Estados Unidos | Hancher Auditorium                        |
| 5 de octubre de 2004     | Milwaukee        | Estados Unidos | Riverside Theater                         |
| 6 de octubre de 2004     | Des Moines       | Estados Unidos | Civic Center of Greater Des Moines        |
| 6 de octubre de 2004     | Asheville        | Estados Unidos | Asheville Civic Center                    |
| 6 de octubre de 2004     | Ames             | Estados Unidos | Hilton Coliseum                           |
| 6 de octubre de 2004     | St. Louis        | Estados Unidos | Fox Theatre                               |
| 8 de octubre de 2004     | Jacksonville     | Estados Unidos | Moran Theater                             |
| 8 de octubre de 2004     | Kissimmee        | Estados Unidos | Silver Spurs Arena                        |
| 8 de octubre de 2004     | Orlando          | Estados Unidos | TD Waterhouse Centre                      |
| 8 de octubre de 2004     | Gainesville      | Estados Unidos | O'Connell Center                          |
| 8 de octubre de 2004     | Clearwater       | Estados Unidos | Ruth Eckerd Hall                          |
| 8 de octubre de 2004     | Miami Beach      | Estados Unidos | Jackie Gleason Theater                    |
| 11 de octubre de 2004    | Washington D. C. | Estados Unidos | MCI Center                                |
| 13 de octubre de 2004    | East Rutherford  | Estados Unidos | Continental Airlines Arena                |

## Intérpretes
| Intérprete                   | Seattle | Phoenix | Reading | Filadelfia | University Park | Pittsburgh | Wilkes-Barre | Cincinnati | Toledo | Cleveland |
| ---------------------------- | ------- | ------- | ------- | ---------- | --------------- | ---------- | ------------ | ---------- | ------ | --------- |
| Babyface                     |         |         |         |            |                 |            | Sí           |            |        |           |
| Ben Harper                   |         |         |         |            | Sí              |            |              |            |        |           |
| Bonnie Raitt                 | Sí      | Sí      |         |            |                 |            |              | Sí         |        |           |
| Bright Eyes                  |         |         |         | Sí         |                 |            |              |            |        | Sí        |
| Bruce Springsteen            |         |         |         | Sí         |                 |            |              |            |        | Sí        |
| Crosby, Stills, Nash & Young |         | Sí      |         |            |                 |            |              |            |        |           |
| Dave Matthews Band           |         |         |         |            | Sí              |            |              |            |        |           |
| Death Cab for Cutie          |         |         | Sí      |            |                 |            |              |            | Sí     |           |
| Dixie Chicks                 |         |         |         |            |                 | Sí         |              |            |        |           |
| Gob Roberts                  |         |         | Sí      |            |                 |            |              |            | Sí     |           |
| Jack Johnson                 |         | Sí      |         |            |                 |            |              |            |        |           |
| Jackson Browne               | Sí      | Sí      |         |            |                 |            |              | Sí         |        |           |
| James Taylor                 |         |         |         |            |                 | Sí         |              |            |        |           |
| John Fogerty                 |         |         |         | Sí         |                 |            |              |            |        | Sí        |
| John Mellencamp              |         |         |         |            |                 |            | Sí           |            |        |           |
| Jurassic 5                   |         |         |         |            | Sí              |            |              |            |        |           |
| Keb' Mo'                     | Sí      | Sí      |         |            |                 |            |              | Sí         |        |           |
| My Morning Jacket            |         |         |         |            | Sí              |            |              |            |        |           |
| Neil Young                   |         |         |         |            |                 |            |              |            | Sí     |           |
| Pearl Jam                    |         |         | Sí      |            |                 |            |              |            | Sí     |           |
| Peter Frampton               |         |         |         |            |                 |            |              |            | Sí     |           |
| R.E.M.                       |         |         |         | Sí         |                 |            |              |            |        | Sí        |

| Intérprete          | Fairborn | Cleveland (Theater) | Columbus | East Lansing | Walker | Detroit (Cobo) | Detroit (Fox) | Auburn Hills | Kalamazoo | Kansas City |
| ------------------- | -------- | ------------------- | -------- | ------------ | ------ | -------------- | ------------- | ------------ | --------- | ----------- |
| Babyface            |          |                     | Sí       |              |        |                |               |              | Sí        |             |
| Ben Harper          | Sí       |                     |          |              |        |                |               | Sí           |           |             |
| Bonnie Raitt        |          |                     |          | Sí           |        |                |               |              |           | Sí          |
| Bright Eyes         |          |                     |          |              |        | Sí             |               |              |           |             |
| Bruce Springsteen   |          |                     |          |              |        | Sí             |               |              |           |             |
| Dave Matthews Band  | Sí       |                     |          |              |        |                |               | Sí           |           |             |
| Death Cab for Cutie |          |                     |          |              | Sí     |                |               |              |           |             |
| Dixie Chicks        |          | Sí                  |          |              |        | Sí             | Sí            |              |           |             |
| Gob Roberts         |          |                     |          |              | Sí     |                |               |              |           |             |
| Jackson Browne      |          |                     |          | Sí           |        |                |               |              |           | Sí          |
| James Taylor        |          | Sí                  |          |              |        |                | Sí            |              |           |             |
| John Fogerty        |          |                     |          |              |        | Sí             |               |              |           |             |
| John Mellencamp     |          |                     | Sí       |              |        |                |               |              | Sí        |             |
| Jurassic 5          | Sí       |                     |          |              |        |                |               | Sí           |           |             |
| Keb' Mo'            |          |                     |          | Sí           |        |                |               |              |           | Sí          |
| My Morning Jacket   | Sí       |                     |          |              |        |                |               | Sí           |           |             |
| Neil Young          |          |                     |          |              |        |                |               | Sí           |           |             |
| Pearl Jam           |          |                     |          |              | Sí     |                |               |              |           |             |
| R.E.M.              |          |                     |          |              |        | Sí             |               |              |           |             |

| Intérprete          | St. Louis (5 de octubre) | St. Louis (6 de octubre) | Saint Paul | Madison | Iowa City | Milwaukee | Des Moines | Asheville | Ames | Jacksonville |
| ------------------- | ------------------------ | ------------------------ | ---------- | ------- | --------- | --------- | ---------- | --------- | ---- | ------------ |
| Babyface            |                          |                          |            |         |           | Sí        |            |           |      |              |
| Ben Harper          |                          |                          |            | Sí      |           |           |            |           | Sí   |              |
| Bonnie Raitt        |                          |                          |            |         |           |           | Sí         |           |      | Sí           |
| Bright Eyes         |                          |                          | Sí         |         |           |           |            |           |      |              |
| Bruce Springsteen   |                          |                          | Sí         |         |           |           |            |           |      |              |
| Dave Matthews Band  |                          |                          |            | Sí      |           |           |            |           | Sí   |              |
| Death Cab for Cutie | Sí                       |                          |            |         |           |           |            | Sí        |      |              |
| Dixie Chicks        |                          | Sí                       |            |         | Sí        |           |            |           |      |              |
| Gob Roberts         | Sí                       |                          |            |         |           |           |            | Sí        |      |              |
| James Taylor        |                          | Sí                       |            |         | Sí        |           |            |           |      |              |
| John Fogerty        |                          |                          | Sí         |         |           |           |            |           |      |              |
| John Mellencamp     |                          |                          |            |         |           | Sí        |            |           |      |              |
| John Prine          |                          |                          |            |         |           |           | Sí         |           |      |              |
| Jurassic 5          |                          |                          |            | Sí      |           |           |            |           | Sí   |              |
| Keb' Mo'            |                          |                          |            |         |           |           | Sí         |           |      | Sí           |
| My Morning Jacket   |                          |                          |            | Sí      |           |           |            |           | Sí   |              |
| Neil Young          |                          |                          | Sí         |         |           |           |            |           | Sí   |              |
| Pearl Jam           | Sí                       |                          |            |         |           |           |            | Sí        |      |              |
| R.E.M.              |                          |                          | Sí         |         |           |           |            |           |      |              |
| Sheryl Crow         |                          |                          |            |         |           |           |            |           |      | Sí           |

| Intérprete          | Kissimmee | Orlando | Gainesville | Clearwater | Miami Beach | Washington D. C. | East Rutherford |
| ------------------- | --------- | ------- | ----------- | ---------- | ----------- | ---------------- | --------------- |
| Babyface            |           |         |             |            | Sí          | Sí               |                 |
| Ben Harper          |           |         | Sí          |            |             |                  |                 |
| Bonnie Raitt        |           |         |             |            |             | Sí               |                 |
| Bruce Springsteen   |           | Sí      |             |            |             | Sí               | Sí              |
| Dave Matthews Band  |           |         | Sí          |            |             | Sí               |                 |
| Death Cab for Cutie | Sí        |         |             |            |             |                  |                 |
| Dixie Chicks        |           |         |             | Sí         |             | Sí               |                 |
| Eddie Vedder        |           |         |             |            |             |                  | Sí              |
| Gob Roberts         | Sí        |         |             |            |             |                  |                 |
| Jackson Browne      |           |         |             |            |             | Sí               | Sí              |
| James Taylor        |           |         |             | Sí         |             | Sí               |                 |
| John Fogerty        |           | Sí      |             |            |             | Sí               | Sí              |
| John Mellencamp     |           |         |             |            | Sí          | Sí               |                 |
| Jurassic 5          |           |         | Sí          |            |             | Sí               |                 |
| Keb' Mo'            |           |         |             |            |             | Sí               |                 |
| Neil Young          | Sí        |         |             |            |             |                  |                 |
| Patti Scialfa       |           |         |             |            |             |                  | Sí              |
| Pearl Jam           | Sí        |         |             |            |             | Sí               |                 |
| Peter Frampton      | Sí        |         |             |            |             |                  |                 |
| R.E.M.              |           | Sí      |             |            |             | Sí               |                 |
| Tracy Chapman       |           | Sí      |             |            |             |                  |                 |